# Cimorelli
Cimorelli ist eine US-amerikanische Pop-Gruppe. Die Gruppe besteht aus den Schwestern Christina, Katherine, Lisa, Amy und Lauren Cimorelli und bis Januar 2020 auch Danielle. Sie wurde durch Coverversionen aktueller Popmusik und selbstgeschriebener Originale auf YouTube bekannt. Ihr Youtube-Kanal hatte im Januar 2021 mehr als 5,5 Millionen Abonnenten und ihre Videos wurden insgesamt über 1,3 Milliarden Mal angesehen.

## Geschichte
Die Cimorelli-Schwestern wuchsen gemeinsam mit Michael und vier weiteren Brüdern in El Dorado Hills bei Sacramento, Kalifornien auf. Ihre Mutter, eine Komponistin und ehemalige Chorleiterin, führte sie sehr früh an die Musik heran. Im Jahr 2002 hatten Christina, Katherine, und Lisa kleinere Auftritte in der Umgebung. Amy, Lauren und Dani wurden später Teil der Gruppe. Die Mädchen spielten zudem in einigen Musical-Produktionen mit und vertieften so ihre tänzerischen und schauspielerischen Fähigkeiten. Außerdem lernten sie unterschiedliche Musikinstrumente zu spielen. 2007 gründeten dann die älteren fünf Schwestern Cimorelli eine A cappella-Gruppe. 2010 zog die insgesamt 13-köpfige Familie in den Süden Kaliforniens, nach Malibu, um die musikalische Karriere der Schwestern voranzutreiben, fünf Jahre später im Sommer 2015 nach Nashville, Tennessee.
Im Dezember 2008 veröffentlichten die Mädchen ihr selbstgeschriebenes Album Cimorelli. Mit dem Videoclip ihrer Coverversion von Miley Cyrus’ Party in the USA erreichten sie im August 2009 erstmals mehrere tausend Fans. Unter diesen auch ein damals 13-jähriges Mädchen aus London, deren Mutter, Sarah Stennett, als Managerin unter anderem die Sugababes und Jessie J vertrat. Sie verhalf Cimorelli 2010 zu einem Plattenvertrag mit Universal Music. 2010 kam die jüngste Schwester Dani dazu und der Gitarrist Mike kehrte der Band den Rücken. Ein Jahr später debütierte Cimorelli in den Social 50-Charts des Billboard Magazins. Dieser Chart beinhaltet nicht nur Spielhäufigkeit der Musik eines Künstlers, sondern auch seinen Fanzuwachs in den weltweit führenden sozialen Netzwerken. Außerdem gewannen die Cimorelli-Schwestern bei den 4. Malibu Music Awards 2011 den „Jackson 5 Award for family music“.

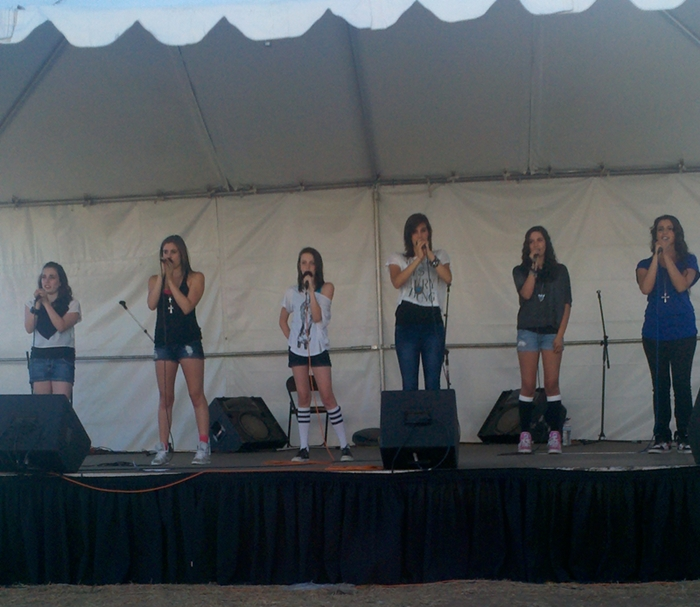
Cimorelli (2011)

Nachdem sich Cimorelli durch ihre Musikclips auf Youtube weltweit eine große Fanbasis geschaffen hatte, veröffentlichte das Sextett im Dezember 2011 ihre EP The CimFam EP mit fünf Coversongs aktueller Popmusik (Dynamite, Price Tag und Skyscraper wurden durch eine Abstimmung durch die Cimorelli-Fans bestimmt, dazu kamen What Makes You Beautiful und das Weihnachtslied All I Want For Christmas Is You) und dem selbstgeschriebenen Song Million Bucks, an dessen Produktion sich auch der dreifache Grammy-Gewinner Theron Feemster („Neff-U“) beteiligte. Die EP, die nur als Download erhältlich ist, schaffte es innerhalb von nur 12 Stunden auf Platz 6 in den US-amerikanischen iTunes-Popcharts. In den deutschen iTunes-Popcharts schaffte es Cimorelli auf Platz 21.
Im Juni 2012 wurde Cimorelli bei den Teen Choice Awards in der Kategorie Choice Web Star nominiert. Außerdem erreichte Cimorelli in den Social 50 Chartposition 3.
Am 11. Dezember 2012 brachte die sechsköpfige Band ihre zweite EP Believe It EP heraus und erreichte schon nach 2 Stunden die Top 10 der US iTunes-Charts. Das Album enthält die Songs Believe It, You Got Me Good, Wings und ein Cover von Santa Claus Is Coming to Town. Am 18. Juni 2013 kam die Made In America EP mit vier Songs heraus: Made In America, Wings, The Way We Live und Whatcha Think About Us. Acht Monate später gewannen die Cimorelli einen Teen Choice Award als „Choice Web Star“.
Am 3. Juni 2014 erschien die erste von insgesamt fünf Episoden ihrer Webserie Summer With Cimorelli, die auf ihrem Kanal und auf AwesomenessTV zu sehen war. Auf beiden Kanälen wurden zudem „Behind the Scene Videos“ hochgeladen. Die Webserie beinhaltet weiter Musikstücke, an denen Cimorelli für ihr Debütalbum arbeiteten. Cimorelli veröffentlichten am 5. Juni 2014 einen neuen eigenen Song namens What I Do, der in einer Werbung für Hasbros neues Produkt Doh Vinci als Hintergrundmusik verwendet wurde. Einen Tag später wurde ein weiterer Song namens Everything You Have veröffentlicht. Außerdem erschien am 22. August 2014 eine neue Single, Come Over, von der drei Tage später, am 25. August 2014, ein Twister Dance Remix erhältlich war. Am 27. Oktober 2014 veröffentlichten sie die Renegade EP. Sie enthält die Songs I Got You, That Girl Should Be Me, Renegade und You’re Worth It. Am 24. November veröffentlichten sie die EP „Christmas Magic EP“, in der 5 bekannte Weihnachtssongs enthalten sind, die sie a cappella singen. Christina und Lisa haben dazu die Harmoniestimmen geschrieben. Folgende Songs sind in der EP enthalten: „Joy to the World“,"The Coventry Carol (Lullay)", „Carol of the Bells“, „The first Noel“, und „Hark! The Herald Angels Sing“.
Seit 2015 gehören sie keinem Label mehr an und sind selbstständige Musikerinnen.
2015 starteten sie ihre erste Europa-Tournee, die sie unter anderem nach Portugal, Spanien, Deutschland, England und in die Schweiz führte. Im gleichen Jahr veröffentlichten sie das Mixtape Hearts On Fire. Es enthält neun selbstgeschriebene Songs. Dieses Akustikalbum widmeten sie ihren Fans und veröffentlichten es deswegen kostenlos.
Im Mai 2016 brachten Cimorelli ihr erstes eigenes Studioalbum Up At Night heraus, das 14 Songs beinhaltet. Im November 2016 starteten sie ihre zweite Europa-Tournee. Im Dezember 2016 veröffentlichte Cimorelli ihr zweites Studioalbum Alive, auf dem es hauptsächlich christliche Lieder gibt. 2017 folgte Sad Girls Club und 2019 veröffentlichten die Cimorelli-Schwestern zudem das Buch Believe in You: Big Sister Stories and Advice on Living Your Best Life.
Am 4. Januar 2020 gab die Band in einem YouTube-Video bekannt, dass Dani Cimorelli die Band verlasse um sich neuen Karrieremöglichkeiten außerhalb von YouTube zu widmen.

## Mitglieder
- Christina Lynne Cimorelli, (geboren am 12. August 1990) ist die Gründerin der Band und Choreographin, Vokal-Arrangeurin, Songwriterin und gelegentlich Pianistin und Schlagzeugerin.
- Katherine „Kath“ Ann Cimorelli, (geboren am 4. März 1992) ist Bassistin, gelegentlich Pianistin und Songwriterin.
- Lisa Michelle Cimorelli, (geboren am 19. September 1993) ist für die Harmonie-Arrangements zuständig sowie Musik-Bearbeiterin und Schlagzeugerin, Songwriterin und gelegentlich Pianistin.
- Amy Elizabeth Cimorelli, (geboren am 1. Juli 1995) ist Gitarristin, Songwriterin und gelegentlich Pianistin.
- Lauren Christine Cimorelli, (geboren am 12. August 1998) ist Songwriterin und Pianistin.
- Danielle „Dani“ Nicole Cimorelli (geboren am 15. Juni 2000) war von 2010 bis 2020 in der Band. Sie war Songwriterin, Gitarristin und gelegentlich Pianistin.
- Michael „Mike“ John Cimorelli jr. (geboren am 18. Februar 1989) war von 2008 bis 2010 in der Band und war Gitarrist.

## Auszeichnungen
- 2011: Malibu Music Awards: Jackson 5 Award for family music
- 2013: Teen Choice Award: Choice Web Star

## Veröffentlichungen

### Alben
- 2008: Cimorelli
- 2016: Up at Night
- 2016: Alive
- 2017: Sad Girls Club

### EPs
- 2011: CimFam – EP
- 2012: Believe It – EP
- 2013: Made in America – EP
- 2014: Renegade
- 2014: Christmas Magic – EP
- 2015: Hearts on Fire – Free Mixtape
- 2018: I Love You, Or Whatever
- 2018: Here's to Us: Wedding Songs

### Originale Singles
- 2013: Made in America
- 2014: What I Do
- 2014: Everything You Have
- 2014: Come Over
- 2018: Single on Valentine's Day
- 2019: Believe in You
- 2020: I Am Enough
- 2022: You don‘t miss me at all

### Bücher
- Christina Cimorelli, Katherine Cimorelli, Lisa Cimorelli: Believe in You: Big Sister Stories and Advice on Living Your Best Life. HarperCollins, 2019, ISBN 978-1-4002-1302-3.

## Tourneen
- 2013: Made in America Radio Promo Tour
- 2014: DigiTour
- 2015: European Tour
- 2015: East Coast Tour
- 2015: Hearts on Fire Tour
- 2016: South America Tour
- 2016: East Coast Tour
- 2016: Up at Night Tour
- 2016: European Tour
- 2018: East Coast Tour
- 2019: Believe in You Tour